# Marko Nikolić (calciatore 1998)
Marko Nikolić (in serbo Марко Николић?; Belgrado, 31 marzo 1998) è un calciatore serbo, difensore del Səbail.

## Caratteristiche tecniche
È un difensore centrale.

## Carriera
Cresciuto nelle giovanili dello Zemun, nel 2017 viene ceduto in prestito all'Inđija, con cui gioca 19 incontri in Prva Liga Srbija. Nel 2018 viene acquistato dall'Arsenal Kiev, con cui debutta fra i professionisti il 22 luglio in occasione dell'incontro di Prem"jer-liha perso 2-0 contro il L'viv. Nel novembre seguente rimane svincolato e rimane per sei mesi senza club, per poi accordarsi con il Rad Belgrado nel luglio del 2019. Con il club serbo colleziona 18 presenze realizzando una rete contro il Mačva Šabac nel corso della stagione 2019-2020, al termine della quale si trasferisce in Ungheria al Budafok.

## Statistiche
Statistiche aggiornate al 4 dicembre 2020.

### Presenze e reti nei club
| Stagione        | Squadra         | Campionato      | Campionato | Campionato | Coppe nazionali | Coppe nazionali | Coppe nazionali | Coppe continentali | Coppe continentali | Coppe continentali | Altre coppe | Altre coppe | Altre coppe | Totale | Totale | Totale |
| Stagione        | Squadra         | Comp            | Pres       | Reti       | Comp            | Pres            | Reti            | Comp               | Pres               | Reti               | Comp        | Pres        | Reti        | Pres   | Reti   |        |
| --------------- | --------------- | --------------- | ---------- | ---------- | --------------- | --------------- | --------------- | ------------------ | ------------------ | ------------------ | ----------- | ----------- | ----------- | ------ | ------ | ------ |
| 2017-2018       | Inđija          | PL              | 19         | 0          | CS              | 1               | 0               |                    | -                  | -                  |             | -           | -           | 20     | 0      |        |
| 2018-2019       | Arsenal Kiev    | PL              | 4          | 0          | CU              | 0               | 0               |                    | -                  | -                  |             | -           | -           | 4      | 0      |        |
| 2019-2020       | Rad Belgrado    | SL              | 17         | 1          | CS              | 1               | 0               |                    | -                  | -                  |             | -           | -           | 18     | 1      |        |
| 2020-2021       | Budafok         | NB1             | 5          | 0          | CU              | 2               | 0               |                    | -                  | -                  |             | -           | -           | 7      | 0      |        |
| Totale carriera | Totale carriera | Totale carriera | 45         | 1          |                 | 4               | 0               |                    | -                  | -                  |             | -           | -           | 49     | 1      |        |